# 妲己 (1964年の映画)
妲己（だっき、英語題：The Last Woman of Shang（商最後の女））は、1964年の香港映画。香港のショウ・ブラザーズと韓国の映画監督申相玉が代表を務める申氏公司が共同制作した。日本未公開。

## 解説
商こと殷が滅亡した殷周革命を、紂王の妃である妲己を中心に描いた長編歴史映画である。設定は大きく異なり、姫発と音楽を通して恋仲だった妲己が、夏の桀が一人の美女によって堕落し滅亡した故事を聞き、復讐を果たすべく紂王の寵愛を受けようとする。紂王と妲己の逸話として知られる酒池肉林も、控えめな表現だが再現されている。
ショウ・ブラザーズは、英国赤十字社香港支部（現・香港紅十字会）から資金調達の要請を受けており、これに応えるために製作・公開したのが本作である。撮影は韓国で行われ、アジア映画祭で2回受賞歴がある申栄均や、南宮遠、李芸春などの韓国人俳優も多数出演した。主演の林黛は、以前からたびたび自殺を図っていたが、本作公開直前の1964年7月27日に自殺した。
音楽は、香港映画で多数の音楽を手がけた王福齢に加え、ゴジラシリーズなど日本映画の音楽を多数作曲したことで知られる伊福部昭が担当した。『地球防衛軍』や『わんぱく王子の大蛇退治』、『大坂城物語』で用いられた旋律が再び用いられており、クライマックスの摘星楼崩壊のシーンではゴジラシリーズで多用された「ゴジラの猛威」と同じ旋律が用いられている。

## ストーリー
時は殷王朝の末期、紂王は外征を繰り返し広大な領土と多大な富を得ていたが、戦勝の朝貢に来た諸侯に、紂王はより多くの貢物を要求した。蘇護が治める冀州の地は、土地が荒廃し、民は疲弊しきっていた。蘇護の娘である妲己は、松林で西伯侯の子である姫発と出会う。恋仲となる2人だったが、尤渾が間に割り入り、蘇護は姫発を妲己から遠ざけた。
ある年、冀州は水害で甚大な被害に遭う。水害のため朝貢できなかった蘇護に、反逆の意図があるとする尤渾の讒言を受け入れた紂王は、冀州に攻め込む。蘇護は殺害され、妲己は戦利品として紂王の王宮に連行された。悲しみに暮れる妲己だったが、桀王の故事を侍女の智妍から聞き、自らも紂王に従う振りをしつつ、内部から国を滅ぼそうと図る。妲己ら宮女が葡萄酒の池で泳ぎ、歌を歌い舞を踊る姿に、紂王は心を奪われる。姜王后は妲己を殺そうとするが、侍女の智妍の機転で救われ、逆に姜王后が紂王の手で殺された。妲己と入浴も共にするようになった紂王に、四位賢臣（西伯侯、比干、箕子、微子）は讒言するが、紂王は聞き入れない。微子は心を痛め隠居し、西伯侯は費仲の陰謀に陥り紂王の手で投獄された。湯上りの妲己の繊細で華奢な姿に喜んだ紂王は、星に手が届く巨大な建物―摘星楼を建てることを約束する。
西伯侯を救うべく牢に侵入した姫発に、西伯侯は妲己の寝所を教え、謀殺するよう命じる。その頃、妲己と紂王は酒池肉林を楽しんでいたが、なおも讒言する比干を処刑した。朝歌に入り紂王に接近した姫発は、妲己の寝所に到達したが、妲己の正体に驚いた姫発は暗殺に失敗した。姫発も投獄され、西伯侯と共に拷問にかけられる。動揺する妲己の姿に内通を疑う紂王は、費仲の提案を受けて、妲己に姫発の肉を食べて潔白を証明するよう命じる。智妍の機転で、西伯侯と姫発は身代わりを立てて逃亡したが、妲己は嗚咽を漏らしながらも差し出された肉を口にし、潔白を証明した。
逃亡に成功した姫発は、八百諸侯を率いて反乱を起こす。しかし紂王は妲己との歌舞や宴にうつつを抜かし、姫発の軍は朝歌にまで至り、王宮からも王族が逃亡していく。姫発の軍と避難民で混乱する王宮で、智妍は火矢に射たれ、費仲は姫発に斬られる。追い詰められた紂王は、炎上する摘星楼に逃げ込むが、妲己は紂王に復讐を告げる。怒った紂王は妲己に斬りかかるが、摘星楼に乗り込んだ姫発が紂王にとどめを刺した。復讐を遂げた姫発は、息絶えた妲己を抱きかかえ、廃墟と化した摘星楼を立ち去るのだった。

## スタッフ
- 製作：邵逸夫
- 助監督：王星磊
- 撮影：賀蘭山
- 録音：王永華
- 背景：陳海鋭
- 美術：陳景林
- 編集：姜興隆（中国語版）
- メイク：方圓
- 音楽：伊福部昭・王福齢（中国語版）
- 作詞：陳蝶衣（中国語版）
- 振付：鄭佩佩（ノンクレジット）[1]
- 脚本：王月汀
- 監督：岳楓

## 出演者
- 林黛（中国語版）：妲己
- 丁紅：智妍
- 申栄均：紂王
- 李芸春（朝鮮語版）：費仲
- 南宮遠（朝鮮語版、中国語版）：姫発
- 楊志卿：比干
- 蒋光趙（中国語版）：尤渾
- 井淼（中国語版）：西伯侯
- 田豊（中国語版）：蘇護
- 陳雲華：姜王后
- 李允中：箕子
- 馮毅：微子
- 鄭佩佩（ノンクレジット）[1]：踊り子